# Ghanské letectvo

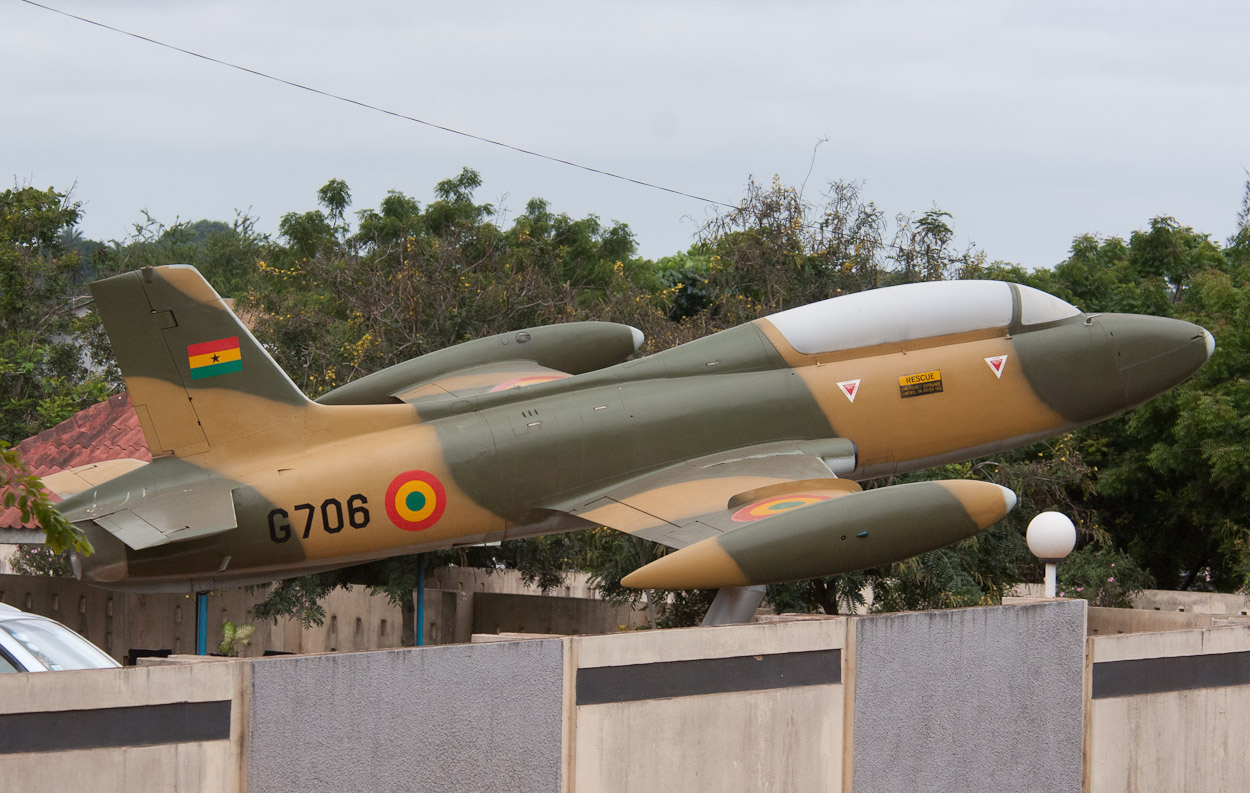
Ghanský Aermacchi MB-326K

Ghanské letectvo (anglicky Ghana Air Force, známé také pod zkratkou GAF) je letectvo Ghany. Spolu s armádou a námořnictvem je jednou ze složek ghanských ozbrojených sil.

## Přehled letecké techniky
Tabulka obsahuje přehled letecké techniky letectva Ghany podle Flightglobal.com.
| Název                          | Fotografie        | Původ               | Určení                            | Verze             | Ve službě         | Poznámky                                         |                   |
| Speciální letouny              | Speciální letouny | Speciální letouny   | Speciální letouny                 | Speciální letouny | Speciální letouny | Speciální letouny                                | Speciální letouny |
| ------------------------------ | ----------------- | ------------------- | --------------------------------- | ----------------- | ----------------- | ------------------------------------------------ | ----------------- |
| Diamond DA42                   |                   | Rakousko            | průzkumný letoun                  | DA42 Recce        | 2                 |                                                  |                   |
| Dopravní a transportní letouny |                   |                     |                                   |                   |                   |                                                  |                   |
| CASA C-295                     |                   | Evropská unie       | taktický transportní letoun       |                   | 3                 |                                                  |                   |
| Fokker F27 Friendship          |                   | Nizozemsko          | dopravní letoun                   |                   | 1                 |                                                  |                   |
| Harbin Y-12                    |                   | Čína                | užitkový/lehký transportní letoun |                   | —                 | Objednány 2 kusy                                 |                   |
| Vrtulníky                      |                   |                     |                                   |                   |                   |                                                  |                   |
| AgustaWestland AW109           |                   | Itálie              | užitkový vrtulník                 |                   | 2                 |                                                  |                   |
| Bell 412                       |                   | USA                 | transportní vrtulník              |                   | 1                 |                                                  |                   |
| Harbin Z-9                     |                   | Čína                | víceúčelový vrtulník              |                   | 4                 | Licenční varianta typu Eurocopter AS 365 Dauphin |                   |
| Mil Mi-8/Mil Mi-17/Mil Mi-171  |                   | Sovětský svaz Rusko | transportní vrtulník              |                   | 7                 | Objednáno dalších 6 kusů                         |                   |
| Mil Mi-24                      |                   | Sovětský svaz Rusko | bitevní vrtulník                  | Mi-35             | —                 | 1 kus objednán závazně, další 3 předběžně        |                   |
| Cvičná letadla                 |                   |                     |                                   |                   |                   |                                                  |                   |
| Diamond DA42                   |                   | Rakousko            | cvičný letoun                     |                   | 1                 |                                                  |                   |
| Aero L-39NG                    |                   | Česko               | cvičný a lehký bojový letoun      |                   | —                 | Objednáno 6 strojů.                              |                   |
| Embraer EMB-314 Super Tucano   |                   | Brazílie            | cvičný a lehký bojový letoun      |                   | —                 | Předběžně objednáno 9 kusů                       |                   |
| Hongdu K-8 Karakorum           |                   | Čína                | cvičný letoun                     |                   | 4                 |                                                  |                   |